# 제임스 마즈든
제임스 폴 마즈든(James Paul Marsden, 1973년 9월 18일 ~ )은 미국의 배우, 가수, 전직 모델이다. 엑스맨 영화 시리즈의 사이클롭스 역할을 비롯하여 상업적인 성공을 거둔 영화인 《슈퍼맨 리턴즈》, 《헤어스프레이》, 《마법에 걸린 사랑》, 《슈가 앤 스파이스》, 《27번의 결혼 리허설》, 《버틀러: 대통령의 집사》에서의 역할로 잘 알려져 있다.

## 출연 작품

### 영화
- 엑스맨 (2000) - 스콧 서머스 / 사이클롭스 역
- 슈가 앤 스파이스 (2011)
- 쥬랜더 (2001)
- 엑스맨 2 (2003) - 스콧 서머스 / 사이클롭스 역
- 노트북 (2004) - 론 하몬드 역
- 수퍼맨 리턴즈 (2006) - 리처드 화이트 역
- 엑스맨: 최후의 전쟁 (2006) - 스콧 서머스 / 사이클롭스 역
- 마법에 걸린 사랑 (2007) - 에드워드 왕자 역
- 헤어스프레이 (2007)
- 27번의 결혼 리허설 (2007)
- 섹스 드라이브 (2008)
- 더 박스 (2009)
- 바니 버디 (2011)
- 스트로우 독스 (2011)
- 로봇 앤 프랭크 (2012)
- 앵커맨 2: 전설은 계속된다 (2013)
- 버틀러: 대통령의 집사 (2013)
- 가구야 공주 이야기 (2013) - 이시츠쿠리 왕자 역 (영어 더빙)
- 베스트 오브 미 (2014)
- 엑스맨: 데이즈 오브 퓨처 패스트 (2014) - 스콧 서머스 / 사이클롭스 역 (카메오)
- 엑시덴탈 러브 (2015)
- 원스 어폰 어 타임... 인 할리우드 (2019) - 버트 레이놀즈 역 (확장판)
- 수퍼 소닉 (2020) - 톰 워쇼스키 역
- 보스 베이비 2 (2021) - 팀 템플턴 역 (목소리)
- 수퍼 소닉 2 (2022) - 톰 워쇼스키 역
- 디스인챈티드 (2022) - 에드워드 왕자 역
- 퍼피 구조대: 더 마이티 무비 (2023) - 행크 역
- 수퍼 소닉 3 (2024) - 톰 워쇼스키 역
- 어벤져스: 둠스데이 (2026) - 스콧 서머스 / 사이클롭스 역

### 텔레비전
- 천사의 손길 (1995)
- 파티 오브 파이브 (1995)
- 앨리 맥빌 (2001-02)
- 30 ROCK (2012-13)
- 웨스트월드 (2016-18) - 테디 플루드 역
- 데드 투 미 (2019-)
- 미세스 아메리카 (2020)